# Championnat de Russie féminin de football 2017
Navigation
Édition précédente Édition suivante
La saison 2017 du Championnat de Russie féminin de football est la vingt-sixième saison du championnat. Le WFC Rossiyanka, vainqueur de l'édition précédente, remet son titre en jeu. Yenisey Krasnoyarsk et Donchanka Azov intègrent le championnat qui passe ainsi de six à huit équipes.

## Organisation

### Participantes
Ce tableau présente les huit équipes qualifiées pour disputer le championnat.
| Club                 | Stade                   | Capacité | Ville       |
| -------------------- | ----------------------- | -------- | ----------- |
| Donchanka Azov       | Stade SDYuShOR-9        | 1 000    | Azov        |
| Kubanochka Krasnodar | Stade Trud              | 3 000    | Krasnodar   |
| Ienisseï Krasnoïarsk | Football-Arena Ienisseï | 3 000    | Krasnoïarsk |
| CSKA Moscou          | Stade Oktyabr           | 5 083    | Moscou      |
| Tchertanovo Moscou   | Arena Tchertanovo       | 490      | Moscou      |
| Riazan VDV           | Stade Spartak           | 6 000    | Riazan      |
| FK Rossiyanka        | Stade Rodina            | 5 050    | Khimki      |
| Zvezda 2005          | Stade Zvezda            | 17 000   | Perm        |

## Compétition

### Classement
| Rang | Équipe                 | Pts | J  | G  | N | P  | Bp | Bc | Diff |
| ---- | ---------------------- | --- | -- | -- | - | -- | -- | -- | ---- |
| 1    | Zvezda 2005            | 35  | 14 | 11 | 2 | 1  | 32 | 7  | +25  |
| 2    | Riazan VDV             | 31  | 14 | 9  | 4 | 1  | 29 | 11 | +18  |
| 3    | Tchertanovo Moscou     | 29  | 14 | 9  | 2 | 3  | 20 | 12 | +8   |
| 4    | CSKA Moscou C          | 28  | 14 | 9  | 1 | 4  | 25 | 14 | +11  |
| 5    | Kubanochka Krasnodar   | 13  | 14 | 3  | 4 | 7  | 13 | 19 | -6   |
| 6    | FK Rossiyanka T        | 9   | 14 | 2  | 3 | 9  | 11 | 28 | -17  |
| 7    | Ienisseï Krasnoïarsk P | 7   | 14 | 2  | 1 | 11 | 5  | 25 | -20  |
| 8    | Donchanka Azov P       | 6   | 14 | 1  | 3 | 10 | 10 | 29 | -19  |

| Légende : Qualifications et relégations | Légende : Qualifications et relégations                                |
| --------------------------------------- | ---------------------------------------------------------------------- |
|                                         | Ligue des champions féminine de l'UEFA 2018-2019                       |
|                                         | Barrage de relégation                                                  |
|                                         | Relégation                                                             |
|                                         | T : Tenant du titre P : Promu C : Vainqueur de la Coupe de Russie 2017 |

## Bilan de la saison
| Championnat de Russie féminin de football 2017        |                        |
| Champion                                              | Zvezda 2005 (6e titre) |
| Dauphin                                               | Riazan VDV             |
| Coupes et trophées                                    |                        |
| Vainqueur de la Coupe de Russie 2017                  | CSKA Moscou            |
| Qualifications continentales                          |                        |
| Ligue des champions féminine de l'UEFA 2018-2019      | Zvezda 2005            |
| Ligue des champions féminine de l'UEFA 2018-2019      | Riazan VDV             |
| Promotions et relégations                             |                        |
| Promus en Championnat de Russie féminin de football   | Torpedo Ijevsk         |
| Relégués en Championnat de Russie féminin de football | Donchanka Azov         |